# Capacitat de camp
La capacitat de camp o capacitat hídrica de camp o capacitat de retenció hídrica de camp és la quantitat d'humitat del sòl o contingut d'aigua que hi ha al sòl després que l'excés d'aigua hagi drenat i la taxa de moviment d'aigua cap avall ha disminuït substancialment, cosa que normalment es porta a terme dins de 2-3 dies després d'una pluja o del reg en els sòls permeables d'estructura i de textura uniforme. La condició de la capacitat de camp es verifica quan el volum dels microporus està completament ocupat per l'aigua mentre que els macroporus estan ocupats per l'aire.
En altres paraules, es pot dir que la capacitat de camp és (aproximadament) la capacitat de retenció màxima d'aigua en el sòl.
La capacitat de camp i la permeabilitat del sòl són dades importants per regar: la capacitat intervé per calcular la dosi de reg i la permeabilitat per determinar la velocitat del reg.
La quantitat total d'aigua retinguda depèn essencialment de la textura del sòl i de la seva fondària. Així, per exemple, un sòl argilo-calcari d'una fondària de 400 mm, d'una densitat d'1,2 i d'una capacitat de retenció de 30 g d'aigua per 100 g de terra fina i seca retindrà:
400 x 1,2 x 30% = 144 mm
La definició física de la capacitat de camp (expressada com θfc) és el contingut d'aigua retingut en el sòl a −33 J/kg (o −0.33 bar) de la pressió de succió. El terme el van encunyar Israelson i West (Field capacity) and Frank Veihmeyer and Arthur Hendrickson.

## Crítiques
Veihmeyer i Hendrickson s'adonaren de la limitació en aquest mesurament i comentaren que és afectat per molts factors i que fan que precisament no sigui una constant (per a un sòl en particular), per tant no serveix de mesura pràctica de la capacitat de mantenir aigua en un sòl. La capacitat de camp millora el concepte anterior d'equivalent d'humitat establert per Lyman Briggs l'any 1910.
Veihmeyer i Hendrickson proposaren el concepte de capacitat de camp per a millorar l'eficiència en l'ús de l'aigua dels agricultors de Califòrnia en aquella època i el s'ha estès a tot el món.
La capacitat de camp es caracteritza per la mesura del contingut d'aigua després de mullar el perfil del sòl, cobrint el terreny (per evitar l'evaporació) i monitoritzant el canvi en la humitat del sòl dins el perfil. El contingut d'aigua quan la taxa de canvi és relativament petita és indicatiu de quan s'atura el drenatge i s'anomena Capacitat de Camp, també es diu límit superior drenat , drained upper limit (DUL).
Lorenzo A. Richards i Weaver trobaren que el contingut d'aigua mantingut a potencial de −33 J/kg (o −0.33 bar) estava estretament correlacionat amb la capacitat de camp. Es van suggerir diversos potencials de −1 J/kg per a sòls orgànics, −5 J/kg per sòls del Regne Unit, −10 J/kg per terres franco-argiloses, i −100 J/kg per sòls molt argilosos.
Hi ha també crítiques a aquest concepte: la capacitat de camp és un mesurament estàtic, en el camp depèn del contingut inicial d'humitat del sòl i de la profunditat de la mullada abans del començament de la redistribució de l'aigua i la taxa de canvien el contingut d'aigua al llarg del temps. Aquestes condicions no són úniques en un sòl donat.

## Relació entre capacitat de camp i la porositat
El valor de la capacitat de camp depèn estretament de la microporositat del sòl, o sia de la fracció de la porositat total constituïda per porus amb un diàmetre inferior a 8 μm.
La microporositat del terreny, prescindint de la porositat total, és una propietat depenent del contingut en partícules fines, per això, en general, augmenta quan es passa dels sòls arenosos als llimosos i de la terra franca fins als terrenys argilosos. Amb els terrenys dotats amb col·loides influeix en la microporositat també l'estructura del sòl.
A la taula següent es donen els valors d'humitat que corresponen a la mitjana de la capacitat de camp en alguns tipus de terrenys
| Tipologia del terreny   | Capacitat de camp (% sobre pes sec) |
| ----------------------- | ----------------------------------- |
| Terreny sorrenc         | 10 - 15                             |
| Terreny de terra franca | 25 - 40                             |
| Terreny argilós         | 45 - 50                             |

## Relació entre capacitat de camp i potencial hídric
Quan el sòl es troba a capacitat de camp, l'aigua és present en dos estats:
- Aigua higroscòpica. És l'aigua adsorbida en la superfície del col·loide i amb tensió matricial molt alta.
- Aigua capil·lar. Amb una tensió matricial més baixa que l'aigua higroscòpica.

A diferència d'un terreny a la capacitat hídrica màxima, per tant la humitat corresponent a la capacitat de camp no comprèn l'aigua gravitacional, o sigui, l'aigua sostreta a la retenció perquè la força de la gravetat preval sobre la tensió matricial.
El potencial hídric amb el sòl a la capacitat de camp assumeix valors no ben definits. Si s'adopta l'escala del potencial hídric (pF|pF) la capacitat de camp està en valors entre pF 2 i pF 2,5.
El potencial hídric en un sòl a capacitat de camp sempre presenta un valor negatiu, això implica que les arrels han d'exercir una pressió negativa (tensió) i fer una despesa energètica, l'esforç que fa la planta és d'escassa entitat respecte al benefici que li reporta obtenir l'aigua, els terrenys més humits que els de capacitat de camp, en canvi, poden estar mal airejats, per tant amb poc oxigen, i això, a la llarga, pot ser molt perjudicial (per asfíxia radicular) per les plantes.

## Importància pràctica
La capacitat de camp, des del punt de vista de l'agronomia, representa el límit quan es rega seguint un balanç hídric del terreny o pel mesurament del potencial hídric:
- és el nivell d'humitat des del qual s'inicia l'assecament progressiu per acció de l'evaporació i, sobretot, de l'absorció d'aigua per les arrels;
- és el nivell d'aigua al qual s'ha d'arribar quan es fa un reg.

Aportar uns nivells d'aigua superiors no s'hauria de fer perquè l'excés representa aigua gravitacional que percolarà cap al fons i es perdrà en la capa freàtica
Els nivells inferiors d'aigua és una condició habitual, en els períodes entre dos regs, l'aigua utilitza l'aigua capil·lar disponible acumulada al terreny, durant aquest període (de mínim 2 o 3 dies i màxim de 10 a 15 dies), el nivell d'humitat del terreny davalla progressivament com també ho fa el potencial hídric i la planta fa un esforç per abastir-se d'aigua cada vegada més intens fins a manifestar els símptomes de l'estrès hídric.
Un cas particular és el del reg gota a gota que es fa i es calibra sobre el consum diari, amb ell és possible mantenir sempre la humitat en valors propers a la capacitat de camp i les plantes no sofreixen.

## Determinació de la capacitat de camp
La determinació es fa in situ mitjançant una anàlisi de sòls, s'introdueix una sonda al sòl per prendre una mostra de sòl, pesar-la i assecar-la en una estufa de laboratori (a 105-110 °C). Durant el procés d'assecament es determina periòdicament el pes de la mostra, quan dos pesatges consecutius donen el mateix valor, la mostra es considera assecada. La humitat la dona la fórmula següent:
El pes humit és aquell mesurat sobre la mostra estreta abans de l'assecament, el pes sec és el mesurat en els dos darrers pesatges.
Com que aquest mètode triga unes 48 hores es pot fer una estimació a base de regar un tros de sòl, tapar-lo amb una làmina de plàstic, i controlant el punt on la humitat es manté constant.